# Andrew Stevenson
Andrew Stevenson, född 21 januari 1784 i Culpeper County, Virginia, död 25 januari 1857 i Albemarle County, Virginia, var en amerikansk politiker och diplomat. Han var talman i USA:s representanthus 1827-1833.
Stevenson var talman i Virginia House of Delegates, underhuset i delstatens lagstiftande församling, 1812-1815. Han inledde sin politiska karriär som demokrat-republikan och gick senare med i Andrew Jacksons nya parti, demokraterna.
Stevenson var ledamot av USA:s representanthus från Virginia 1821-1834. Han var USA:s minister i Storbritannien 1836-1841.
Stevensons grav finns på Enniscothy Cemetery i Charlottesville.